# Antaresia perthensis
Antaresia perthensis là một loài rắn trong họ Pythonidae. Loài này được Stull mô tả khoa học đầu tiên năm 1932.